# McDonnell Douglas C-9
Il McDonnell Douglas C-9 è la versione militare dell'aereo di linea DC-9. Era prodotto come C-9A Nightingale per la United States Air Force, e come C-9B Skytrain II per U.S. Navy e Marine Corps. Il volo finale del C-9A Nightingale fu nel settembre 2005, e il C-9C fu ritirato nel settembre 2011. La U.S. Navy ritirò il suo ultimo C-9B nel luglio 2014. I due restanti C-9 in dotazione ai Marines furono ritirati nell'aprile 2017.

## Progetto e sviluppo
Nel 1966, la U.S. Air Force definì l'esigenza di avere un velivolo da trasporto aeromedico e l'anno dopo ordinò gli aerei C-9A Nightingale. Le consegne iniziarono nel 1968. La U.S. Air Force ricevette 21 aerei C-9A dal 1968 al 1969. I C-9A venivano usati per evacuazione medica, trasporto passeggeri, e missioni speciali dal 1968 al 2005. Il C-9A prese il nome della riformatrice sociale inglese Florence Nightingale (1820–1910), fondatrice dell'assistenza infermieristica moderna.

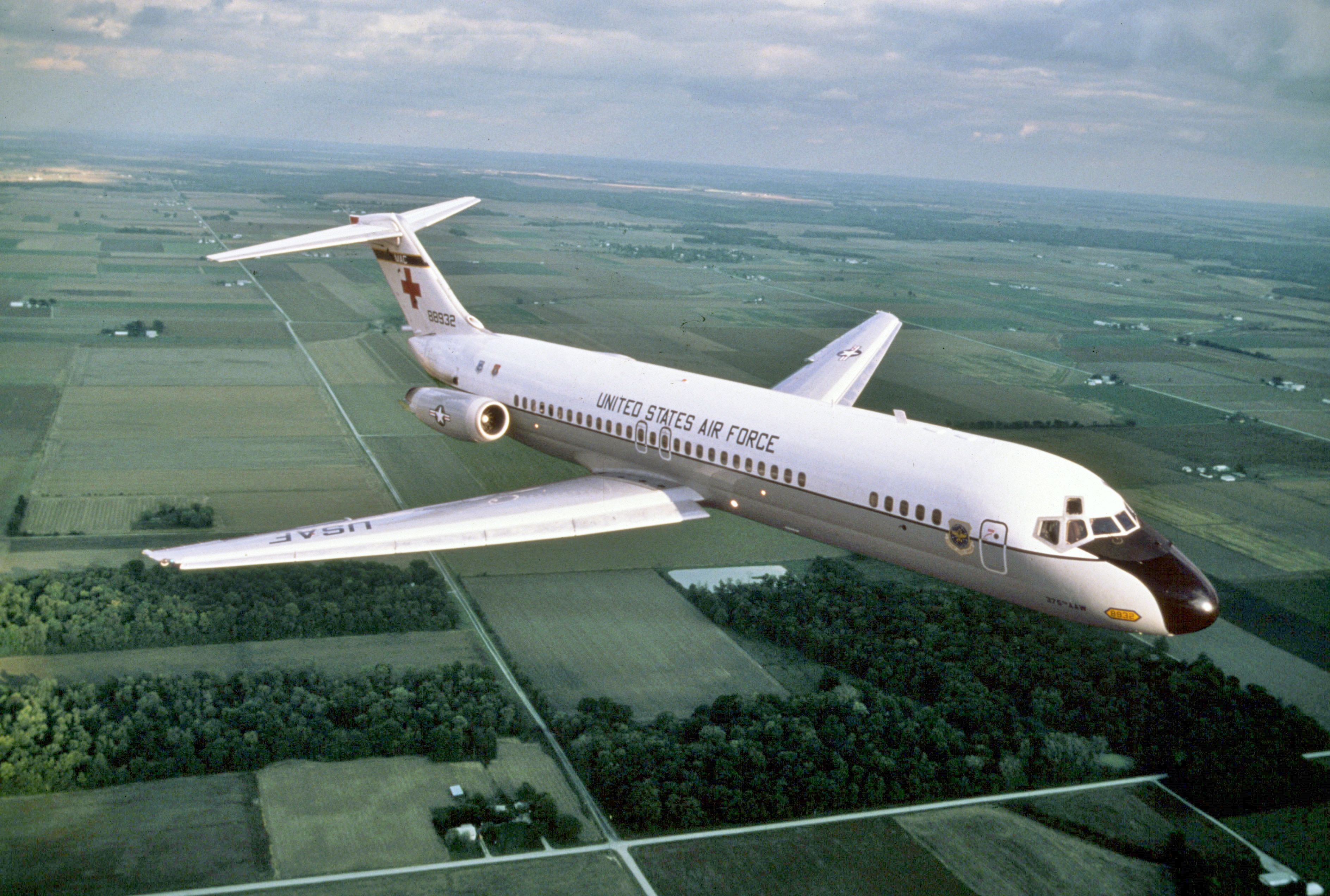
Un C-9A Nightingale dell'U.S. Air Force, 1968

Dopo aver scelto un DC-9 per passeggeri e merci modificato, la U.S. Navy ordinò i suoi primi cinque C-9B, con i numeri di matricola dal 159030 al 159034 nell'aprile 1972.
Poco dopo il Congresso autorizzò la marina a utilizzare in autonomia i suoi jet passeggeri/cargo. La marina ordinò otto aerei, numeri di matricola da 159113 a 159120. I primi quattro andarono al VR-30 di NAS Alameda in California per supporto logistico alla costa occidentale mentre gli altri quattro andarono al VR-1 di Norfolk in Virginia per supporto alla costa orientale. Altri sei aerei, numeri di matricola dal 160046 al 160051 furono consegnati alla marina e al corpo dei Marines nel 1976 e i primi due velivoli furono consegnati ai Marines alla MCAS Cherry Point, altri due al VR-1 presso NAS Norfolk e gli ultimi due consegnati al VR-30 presso NAS Alameda. Ne furono acquistati altri dieci nuovi più dieci DC-9 usati e convertiti in C-9B per la marina. L'ultimo C-9B che volava per la marina fu ritirato il 28 giugno 2014.

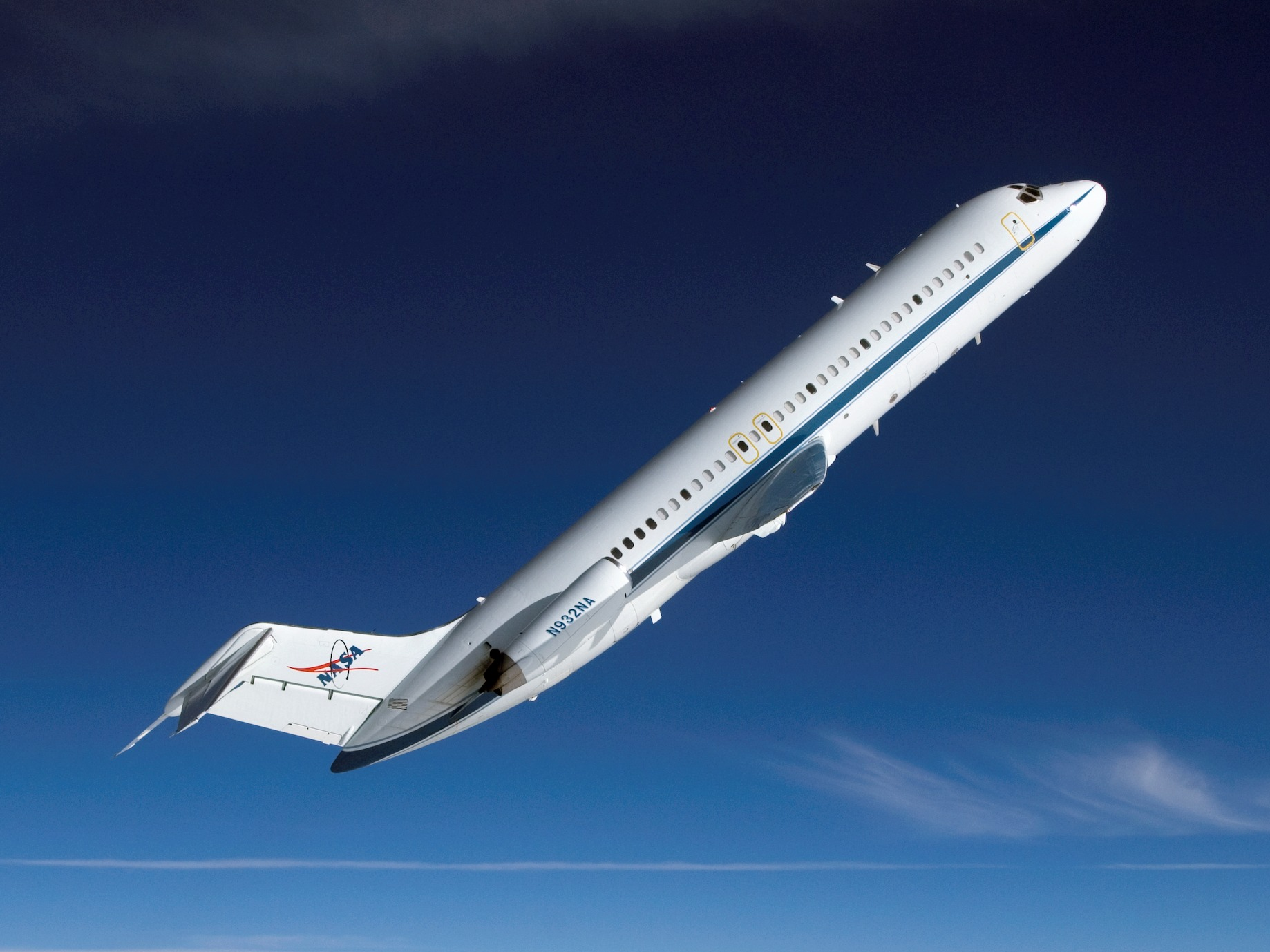
L'aereo per gravità ridotta NASA 932 durante il volo parabolico.

Gli apparecchi C-9B hanno funto da mezzo di trasporto cargo/passeggeri ma anche da supporto logistico nei teatri di proiezione militare per la marina ed i Marines. (Lo "Skytrain" originale era il C-47 della seconda guerra mondiale, derivato dal DC-3 civile.) Anche la NASA scelse un C-9B per le sue ricerche nel campo della gravità ridotta, ruolo che in precedenza aveva impegnato il KC-135 "vomit comet".
Molti dei C-9B della marina avevano un peso massimo al decollo più alto di 50 t. Furono installati serbatoi di carburante ausiliari nella stiva inferiore per aumentare il raggio d'azione a quasi 2,600 miglia nautiche (4,815 km) per le missioni all'estero. 
Le squadriglie (VR) di C-9B erano distribuite in tutti gli Stati Uniti continentali, con distaccamenti attivi in Europa ed Asia.

## Varianti
- C-9A Nightingale - 21 velivoli da evacuazione aeromedica sviluppati dal DC-9-32CF per la U.S. Air Force consegnati nel 1968–69.[5]
- C-9B Skytrain II - 24 esemplari convertibili passeggeri/trasporto del DC-9-32CF per marina e Marines consegnati dal 1973 al 1976. Altri C-9 furono convertiti da DC-9 configurati per passeggeri.[13]
- VC-9C - 3 aerei "executive" per la U.S. Air Force; furono consegnati nel 1976.[13]
- C-9K - 2 aerei per l'aviazione del Kuwait.[13]

## Utilizzatori
Kuwait

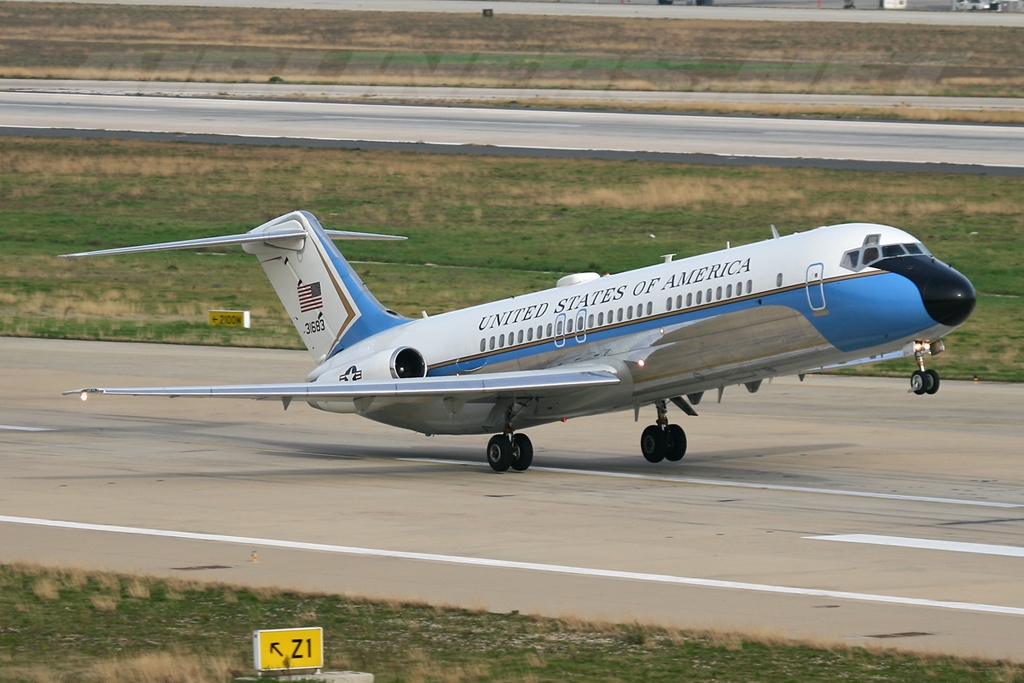
Un McDonnell Douglas VC-9C (DC-9-32) della US Air Force, spesso usato come Air Force Two o per trasportare la First Lady.

- Al-Quwwat al-Jawwiyya al-Kuwaytiyya

 Stati Uniti
United States Air Force
C-9A
- 86th Airlift Wing – Ramstein Air Base, Germania     1993-2003

75th Airlift Squadron
2d Aeromedical Evacuation Squadron 1993-1994
86th Aeromedical Evacuation Squadron    1994-2003
- 322d Tactical Airlift Wing – Rhein-Main Air Base, Germania     1972-1975

55th Aeromedical Airlift Squadron
2d Aeromedical Evacuation Group
- 374th Tactical Airlift Wing – Clark Air Base, Filippine     1974-1989

20th Operations Squadron 1974-1975
20th Aeromedical Airlift Squadron 1975-1989
9th Aeromedical Evacuation Squadron
- 374th Tactical Airlift Wing/Airlift Wing – Yokota Air Base, Giappone     1989-2004

20th Aeromedical Airlift Squadron/Airlift Squadron 1989-1993
30th Airlift Squadron    1993-2004
9th Aeromedical Evacuation Squadron 1989-1994
374th Aeromedical Evacuation Squadron 1994-2004
- 375th Aeromedical Airlift Wing/Airlift Wing – Scott Air Force Base, Illinois    1968-2003

11th Aeromedical Airlift Squadron/Airlift Squadron
57th Aeromedical Evacuation Squadron 1973-1994
375th Aeromedical Evacuation Squadron 1994-2003
- 405th Tactical Fighter Wing - Clark AB, Filippine 1972-1974

20th Operations Squadron
9th Aeromedical Evacuation Group
10th Aeromedical Evacuation Group
- 435th Tactical Airlift Wing/Airlift Wing – Rhein-Main Air Base, Germania     1975-1993

55th Aeromedical Airlift Squadron/Airlift Squadron
2d Aeromedical Evacuation Squadron
- 932d Aeromedical Airlift Group/Aeromedical Airlift Wing/Airlift Wing - Scott AFB, Illinois 1969-2005

73d Aeromedical Airlift Squadron/Airlift Squadron
73d Aeromedical Evacuation Squadron 1972-1994
932d Aeromedical Evacuation Squadron 1994-2005
VC-9A
- 86th Airlift Wing – Ramstein Air Base, Germania     1993-2003

76th Airlift Squadron
- 608th Military Airlift Group – Ramstein Air Base, Germania      1983-1993

58th Military Airlift Squadron (Chievres Air Base, Belgio)
VC-9C
- 89th Military Airlift Wing/Airlift Wing – Andrews Air Force Base, Maryland     1975-2005

1st Military Airlift Squadron/Airlift Squadron 1977-1988
98th Military Airlift Squadron 1975-77
99th Military Airlift Squadron/Airlift Squadron 1988-2005
- 932d Airlift Wing - Scott AFB, Illinois 2005-2011

73d Airlift Squadron
United States Navy
C-9B
- VR-1   - Naval Air Station Norfolk, Virginia                                                               1973-1976
- VR-30  -          Naval Air Station Alameda, California                                                      1973-1978
- VR-46 -          Naval Air Station Atlanta, Georgia                                                             1985-2009

Naval Air Station Joint Reserve Base Fort Worth, Texas                        2009-2012
- VR-51   -          Naval Air Station Glenview, Illinois                                                             1976-1995
- VR-52   -          Naval Air Station Joint Reserve Base Willow Grove, Pennsylvania       1972-2011

McGuire Air Force Base, New Jersey                                                         2011-2012
- VR-55   -    Naval Air Station Alameda, California                                                        1976-1993
- VR-56   -      Naval Air Station Norfolk, Virginia                                                                 1976-2006

Naval Air Station Oceana, Virginia                                                            2006-2011
- VR-57  -          Naval Air Station North Island. California                                                 1977-2005
- VR-58   -          Naval Air Station Jacksonville, Florida                                                       1977-2002
- VR-59   -      Naval Air Station Dallas, Texas 1982-1998

Naval Air Station Joint Reserve Base Fort Worth, Texas                         1998-2000
- VR-60   -            Naval Air Station Memphis, Tennessee                                                         1982-1995
- VR-61   -        Naval Air Station Whidbey Island, Washington                                         1982-2014
- VR-62   -      Naval Air Facility Detroit, Michigan                                                               1985-1994

United States Marine Corps
C-9B
- Station Operations and Engineering Squadron   -   Marine Corps Air Station Cherry Point, Carolina del Nord   1976-1997

VMR-1     1997-2017
NASA – Johnson Space Center 2003-2014

## Aerei in mostra

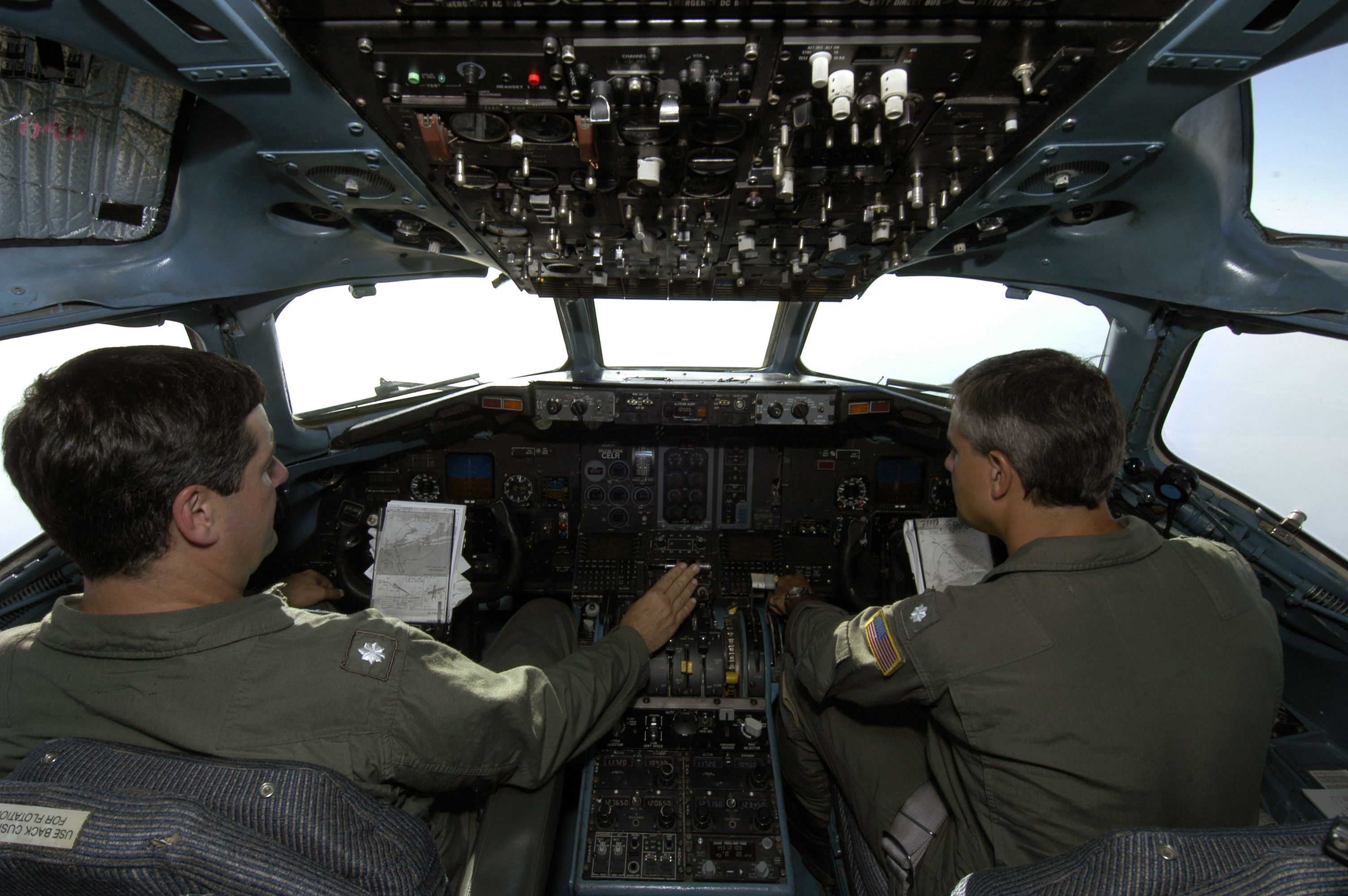
Cabina di comando di C-9B Skytrain.

- C-9A (matricola AF 67-22584) è il primo C-9A accettato per il Military Airlift Command, e fu inoltre il primo jet americano progettato specificamente per l'evacuazione medica. È esposto presso l'Air Mobility Command Museum nella Dover Air Force Base (Delaware).[30]
- C-9A (matricola AF 71-0877) è in mostra presso Scott AFB (Illinois).
- C-9A (matricola AF 71-0878) è esposto di fronte al Wilford Hall USAF Medical Center di Lackland AFB (Texas).
- VC-9C (matricola AF 73-1682) è esposto all'Air Mobility Command Museum di Dover AFB (Delaware).
- VC-9C (matricola AF 73-1681) è esposto al Castle Air Museum di Atwater (California) e fu usato da Ronald Reagan e Bill Clinton.[31]
- VC-9C (matricola AF 73-1683) è esposto all'Evergreen Aviation and Space Museum di McMinnville (Oregon).
- C-9B (Navy 163511), ultimo impiegato da VR-46 in Marietta (Georgia), è in mostra al Naval Aviation Museum di Pensacola (Florida).

### Annotazioni
1. ↑  In questo contesto: Naval Air Station.
2. ↑  "Marine Corp Air Station"

### Fonti
1. 1 2 3  Gunston, Bill, ed. The Encyclopedia of World Air Power. New York, NY: Crescent Books, 1986. ISBN 0-517-49969-X.
2. ↑  "Historic C-9 heads to Andrews for retirement". US Air Force, 24 September 2005.
3. ↑   Tyler Rogoway, The US Navy Finally Retires The C-9B Skytrain II After 41 Years, su foxtrotalpha.jalopnik.com.
4. ↑   Copia archiviata, su seapowermagazine.org. URL consultato il 18 settembre 2019 (archiviato dall'url originale il 16 dicembre 2018).
5. 1 2  Birtles, Philip. Douglas DC-9, pp. 109, 116–120, Airlife Publishing, 2002. ISBN 1-84037-318-0.
6. ↑   Marni McEntee, Air Force retiring Nightingale fleet, in Stars and Stripes, 5 agosto 2003. URL consultato il 20 giugno 2014.
7. ↑   US Navy and US Marine Corps BuNos--Third Series (156170 to 160006), su joebaugher.com. URL consultato il 16 settembre 2018.
8. ↑   US Navy and US Marine Corps BuNos--Third Series (160007 to 163049), su joebaugher.com. URL consultato il 16 settembre 2018.
9. ↑  (EN) Navy says farewell to the C-9 Skytrain II aircraft, su navair.navy.mil. URL consultato il 16 settembre 2018 (archiviato dall'url originale il 16 settembre 2018).
10. ↑  The History of C-9B Reduced Gravity Research Program Archiviato il 15 dicembre 2009 in Internet Archive.. NASA/JSC, March 25, 2008
11. ↑   Mercury Astronauts in Weightless Flight on C-131 Aircraft, su nix.larc.nasa.gov, 2 agosto 2006. URL consultato il 14 maggio 2013 (archiviato dall'url originale il 14 febbraio 2015).. Page hosts a NASA photograph dated 01/01/1959.
12. ↑  C-9 Skytrain fact file Archiviato il 29 giugno 2011 in Internet Archive.. US Navy, 15 April 2005.
13. 1 2 3  Becher, Thomas. Douglas Twinjets, DC-9, MD-90, MD-90 and Boeing 717, pp. 170–176, Crowood Press, Aviation Series, 2002. ISBN 1-86126-446-1.
14. ↑  http://www.classcreator.com/435thOMSENROUTEMX/class_custom1.cfm
15. ↑  http://www.scott.af.mil/Portals/28/documents/AFD-091103-039.pdf?ver=2016-05-20-093916-813
16. ↑  https://www.globalsecurity.org/military/agency/usaf/375aw.htm
17. ↑  https://www.stripes.com/news/c-9-squadrons-history-ends-with-yokota-tribute-1.11949
18. ↑  http://www.afhra.af.mil/About-Us/Fact-Sheets/Display/Article/433578/75-airlift-squadron/
19. ↑  https://www.squadronposters.com/product/scott-afb-11th-airlift-squadron-c-9a-nightingale/
20. ↑  http://www.afhra.af.mil/About-Us/Fact-Sheets/Display/Article/433956/11-airlift-squadron/
21. ↑  https://www.defensemedianetwork.com/stories/ex-air-force-two-vc-9c-to-be-displayed-at-dover-air-force-base/
22. ↑  https://fas.org/man/dod-101/sys/ac/c-9.htm
23. ↑  https://foxtrotalpha.jalopnik.com/the-us-navy-finally-retires-the-c-9b-skytrain-ii-after-1607751128
24. ↑  https://www.globalsecurity.org/military/agency/navy/vr-52.htm
25. ↑  https://www.jointbasemdl.af.mil/News/Article-Display/Article/243835/disestablishment-ends-vr-52s-40-year-legacy/
26. ↑   Copia archiviata, su public.navy.mil. URL consultato il 26 settembre 2019 (archiviato dall'url originale il 30 giugno 2019).
27. ↑  https://www.vpnavy.com/vr60_history.html
28. ↑  https://www.dvidshub.net/news/258379/historic-cherry-point-transport-squadron-transfer-western-skies
29. ↑  https://motherboard.vice.com/en_us/article/qkjvb7/how-the-vomit-comet-cratered
30. ↑   Archived copy (PDF), su amc.af.mil. URL consultato il 14 agosto 2015 (archiviato dall'url originale il 26 febbraio 2015). Drummer, Janene L. and Wilcoxson, Kathryn A. "Chronological History of the C-9A Nightingale." March 2001. Retrieved July 9, 2015.
31. ↑   Tour Air Force One, su castleairmuseum.org, www.castleairmuseum.org. URL consultato il 24 novembre 2017.